# Valentine (Nebraska)
Valentine es una ciudad ubicada en el condado de Cherry en el estado estadounidense de Nebraska. En el Censo de 2010 tenía una población de 2737 habitantes y una densidad poblacional de 469,25 personas por km².

## Geografía
Valentine se encuentra ubicada en las coordenadas 42°52′26″N 100°33′00″O / 42.87389, -100.55000. Según la Oficina del Censo de los Estados Unidos, Valentine tiene una superficie total de 5.83 km², de la cual 5.75 km² corresponden a tierra firme y (1.33%) 0.08 km² es agua.

## Demografía
Según el censo de 2010, había 2737 personas residiendo en Valentine. La densidad de población era de 469,25 hab./km². De los 2737 habitantes, Valentine estaba compuesto por el 86.34% blancos, el 0.15% eran afroamericanos, el 9.13% eran amerindios, el 0.47% eran asiáticos, el 0% eran isleños del Pacífico, el 0.66% eran de otras razas y el 3.25% pertenecían a dos o más razas. Del total de la población el 1.64% eran hispanos o latinos de cualquier raza.